# دایشی کاتو
دایشی کاتو (انگلیسی: Daishi Kato؛ زادهٔ ۲۶ ژوئیهٔ ۱۹۸۳) بازیکن فوتبال اهل ژاپن است.